# Sandro Calabro
Sandro Renato Calabro (Den Haag, 11 april 1983) is een Nederlands voormalig profvoetballer die als aanvaller speelde.

## Carrière
Calabro, zoon van een Siciliaanse vader en een Nederlandse moeder, begon zijn carrière bij VCS en daarna bij SC Feyenoord. In 2001 tekende een contract bij ADO Den Haag. Hij maakte zijn debuut op 8 mei 2002 in een thuiswedstrijd voor de nacompetitie tegen Sparta, die in een 3-3 gelijkspel eindigde. Na twee seizoenen ADO verhuisde Calabro naar FC Utrecht. In zijn eerste seizoen werd hij nog regelmatig opgesteld, maar een jaar later zat de Hagenaar vooral op de bank. Daarom stapte hij in de winterstop van het seizoen 2004-2005 over naar FC Volendam. Na een jaar veranderde hij opnieuw van club; ditmaal was het Helmond Sport, waar hij uitgroeide tot een vaste waarde.
In mei 2007 werd Calabro aangetrokken door VVV-Venlo. Hij werd daar in het seizoen 2008-2009 topscorer in de Jupiler League.
Op 18 mei 2010 tekende Calabro een contract voor twee jaar bij het Zwitserse FC St. Gallen. Na de degradatie van de club in 2011 kwam Calabro niet meer in de plannen van de nieuwe trainer voor en in januari 2012 werd zijn contract ontbonden. Op 8 maart 2012 tekende hij tot medio 2013 bij Sparta.
Op 2 september 2013 tekende hij opnieuw bij Royal Antwerp Football Club. In het seizoen 2014/15 speelde Calabro op huurbasis voor RKC Waalwijk. In 2015 tekende hij bij KMSK Deinze. Hij beëindigde zijn loopbaan in 2017 bij SVV Scheveningen. Nadien werd hij zaakwaarnemer.

## Clubstatistieken[2]
| Seizoen         | Club             | Competitie       | Competitie | Competitie | Beker | Beker | Overige1 | Overige1 | Totaal | Totaal |
| Seizoen         | Club             | Competitie       | Wed.       | Dlp.       | Wed.  | Dlp.  | Wed.     | Dlp.     | Wed.   | Dlp.   |
| --------------- | ---------------- | ---------------- | ---------- | ---------- | ----- | ----- | -------- | -------- | ------ | ------ |
| 2001/02         | ADO Den Haag     | Eerste divisie   | 0          | 0          | 0     | 0     | 2        | 0        | 2      | 0      |
| 2002/03         | ADO Den Haag     | Eerste divisie   | 17         | 8          | 4     | 2     | –        | –        | 21     | 10     |
| 2003/04         | FC Utrecht       | Eredivisie       | 19         | 2          | 3     | 0     | 1        | 0        | 23     | 2      |
| 2004/05         | FC Utrecht       | Eredivisie       | 2          | 1          | 0     | 0     | 1        | 0        | 3      | 1      |
| 2004/05         | FC Volendam      | Eerste divisie   | 12         | 6          | 0     | 0     | 5        | 0        | 17     | 6      |
| 2005/06         | Helmond Sport    | Eerste divisie   | 31         | 14         | 3     | 2     | 4        | 2        | 38     | 18     |
| 2006/07         | Helmond Sport    | Eerste divisie   | 30         | 10         | 0     | 0     | –        | –        | 30     | 10     |
| 2007/08         | VVV-Venlo        | Eredivisie       | 12         | 5          | 0     | 0     | 0        | 0        | 12     | 5      |
| 2008/09         | VVV-Venlo        | Eerste divisie   | 34         | 25         | 0     | 0     | –        | –        | 34     | 25     |
| 2009/10         | VVV-Venlo        | Eredivisie       | 31         | 9          | 2     | 2     | –        | –        | 33     | 11     |
| 2010/11         | FC St. Gallen    | Super League     | 15         | 2          | 3     | 2     | –        | –        | 18     | 4      |
| 2011/12         | FC St. Gallen    | Challenge League | 0          | 0          | 0     | 0     | –        | –        | 0      | 0      |
| 2011/12         | Sparta Rotterdam | Eerste divisie   | 6          | 0          | 0     | 0     | 1        | 0        | 7      | 0      |
| 2012/13         | Sparta Rotterdam | Eerste divisie   | 30         | 19         | 2     | 0     | 4        | 1        | 36     | 20     |
| 2013/14         | Royal Antwerp FC | Tweede klasse    | 26         | 8          | 0     | 0     | –        | –        | 26     | 8      |
| 2014/15         | → RKC Waalwijk   | Eerste divisie   | 15         | 5          | 1     | 0     | –        | –        | 16     | 5      |
| 2015/16         | KMSK Deinze      | Tweede klasse    | 15         | 2          | 3     | 2     | –        | –        | 18     | 4      |
| 2016/17         | SVV Scheveningen | Derde divisie    | 27         | 7          | 0     | 0     | –        | –        | 27     | 7      |
| Carrière totaal | Carrière totaal  | Carrière totaal  | 322        | 123        | 21    | 10    | 18       | 3        | 361    | 136    |

## Erelijst
FC Utrecht
- KNVB beker

2004
- Johan Cruijff Schaal

2004